# Falcimala albipuncta
Falcimala albipuncta är en fjärilsart som beskrevs av Turner. Falcimala albipuncta ingår i släktet Falcimala och familjen nattflyn. Inga underarter finns listade i Catalogue of Life.